# Comarca Sureste
Die Comarca Sureste ist eine der zwölf Comarcas in der Provinz Las Palmas.
Die im Südosten der Insel Gran Canaria gelegene Comarca umfasst drei Gemeinden auf einer Fläche von 659,46 km².

## Gemeinden
| Gemeinde                | Einwohner (2024) | Fläche km² | Dichte Einw./km² | Cod INE | Postleitzahl               |
| ----------------------- | ---------------- | ---------- | ---------------- | ------- | -------------------------- |
| Agüimes                 | 33.179           | 79,28      | 419              | 35002   | 35118, 35119, 35260, 35270 |
| Ingenio                 | 32.747           | 38,15      | 858              | 35011   | 35250                      |
| Santa Lucía de Tirajana | 77.098           | 61,56      | 1.252            | 35022   | 35000, 35110, 35280        |
| Comarca Sureste         | 143.024          | 659,46     | 217              | –       | –                          |

## Nachweise
1. ↑  Instituto Nacional de Estadística Municipal Register of Spain
2. ↑  Regionen und Großregionen der Kanarischen Inseln, territoriale Abgrenzungen für statistische Zwecke